# 古川顕一
古川 顕一（ふるかわ けんいち、1959年3月17日 - ）は、日本の実業家。セコム工業株式会社代表取締役社長や、株式会社パスコ代表取締役社長を務めた。

## 人物・経歴
東京都出身。1982年東京理科大学理工学部卒業、日本警備保障入社。1999年セコム開発センタ開発管理グループマネージャー。2010年セコム企画部長。2012年セコム執行役員。2013年セコム取締役。2014年セコム常務取締役。2015年セコム工業代表取締役社長。2016年からパスコ代表取締役社長を務め、無人航空機搭載型航空レーザー測量システムの実証実験を行うなどした。2018年ニッタン取締役副会長。